# SAMV
SAMV (반복 스파 스 점근 최소 분산)는 신호 처리의 스펙트럼 추정 및 도착 방향 (DOA) 추정을 위한 파라미터 무료 슈퍼 해상도 알고리즘이다. 이 이름은 점근 최소 분산 (AMV) 기준의 기초를 강조하기 위해 만들어 낸되었다. 제한된 수의 스냅 샷 낮은 신호대 잡음비 등 어려운 환경에서 여러 높은 상관 소스의 진폭과 주파수의 두 특성을 복구하는 강력한 도구다. 합성 개구 레이다 영상과 다양한 소스 지역화.

## 설명
SAMV 알고리즘도플러 레이다에 응용된 최근의 스파 스 모델링 기반의 초해상 기술 (Super-resolution). SAMV 알고리즘은 여러 신호 구분 등의 기존의 방법보다 우수한 결과를 제공한다.

## 그리드 한계 이상의 고정밀
대구경의 압축 縮의 베이스의 소스 위치 특정 기술의 분해능은 위치 매개 변수 공간을 캡쳐하는 방향 그리드의 제한에 의해 제한된다. 거리에 의존하는 경우, 최적의 콘서트 사전의 선택이 어려움이 생긴다. 계산의 복잡성은 방향 그리드의 종류와 직접적인 관계가 없기 때문에 계산할 때 실용적이지 않다. 그리드에 의해 과수 이 해결 한계를 달성하기 위해서, 확실한 최우선 순위가 위치 최적화를 최하화하는 것에 의해 위치 추정을 정확화하는 격자 프리 SAMV-SML (反復 疎密 近近 最小 分散 - 確信 的 最尤) 제안 된 것 一 人 の ス ラ ラ ー パ ラ メ ー ター에 対 応.

## 응용 프로그램의 범위-Doppler imaging

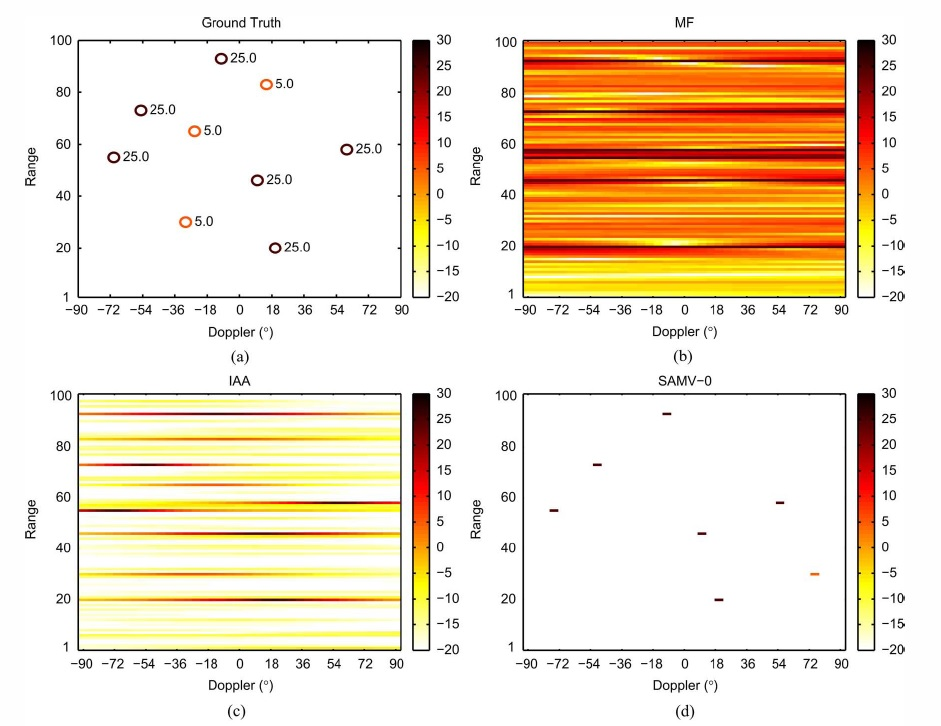
범위 도플러 영상은 3 개의 5 dB 및 6 개의 25 dB 표적과 비교한다. (a) 진리 표적, (b) 정합 필터 (MF), (c) IAA 알고리즘, (d) SAMV-0 알고리즘. 모든 전력 레벨은 dB 단위다. MF 및 IAA 방법은 모두 도플러 축에 대한 분해능이 제한되어 있다. SAMV-0은 범위 및 도플러 측면에서 우수한 해상도를 제공한다.

SAMV 알고리즘을 사용하는 일반적인 응용 프로그램은 Doppler radar에 있다. 이 영상 문제는 단일 스냅샷 응용 프로그램이며 단일 스냅샷 추정과 호환되는 알고리즘, 즉 Matched filter (MF, 주기도와 유사), IAA 및 SAMV 알고리즘 변형 (SAMV-0)이 포함된다. 전송된 펄스는 30 요소 다상 Pulse compression P3 코드가 사용되고 총 9 개의 이동 표적이 시뮬레이션된다. 모든 움직이는 표적 중 3 개는 5dB 전력이고 나머지 6 개는 25dB 전력이다. 수신 된 신호는 0dB 전력의 균일한 백색 가우시안 잡음으로 오염된 것으로 가정한다.

정합 필터 검출 결과는 도플러 영역과 범위 영역에서 심한 번짐과 스펙트럼 누출 영향을 받기 때문에 5dB 목표를 구별하는 것이 불가능하다. 반대로, IAA 알고리즘은 관측 대상 범위 추정 및 도플러 주파수로 향상된 이미징 결과를 제공한다. SAMV-0 방식은 매우 희소한 결과를 제공하고 완전히 번짐 현상을 제거하지만 약한 5dB 목표를 놓치게 된다.

## 오픈 소스 소프트웨어
SAMV 알고리즘의 오픈 소스 MATLAB 소프트웨어를 다운로드할 수 있다.

## 같이 보기
- 레이다
- 도플러 레이다